# Contea di Kingman
La contea di Kingman in inglese Kingman County è una contea dello Stato del Kansas, negli Stati Uniti. La popolazione al censimento del 2000 era di 8 673 abitanti. Il capoluogo di contea è Kingman